# Сборная Гуама по регби
Сборная Гуама по регби представляет неинкорпорированную организованную территорию США Гуам в международных матчах по регби-15 высшего уровня. Команда занимает 74-е место в мировом рейтинге сборных IRB. Гуам не участвовал в финальной части чемпионатов мира.

## История
Сборная пыталась пройти отбор на кубок мира в 2007 году. Коллектив попал в группу B третьего дивизиона азиатского отборочного турнира наряду с Казахстаном, Индией и Малайзией.
В первом раунде сборная провела ничейный матч против Индии (8:8). Эта игра стала первой в истории гуамской национальной команды. Однако затем Гуам потерпел два крупных поражения: от Казахстана (6:51) и Малайзии (15:44). В 2006 году Гуам провёл два матча против Филиппин (14:18) и Пакистана (22:27).
Отборочный цикл к чемпионату 2011 года Гуам пропустил. Место команды занял пакистанский коллектив.

## Результаты
По состоянию на 19 июня 2013 года.
| Соперник  | Матчи | Победы | Поражения | Ничьи | Доля побед |
| --------- | ----- | ------ | --------- | ----- | ---------- |
| Бруней    | 1     | 1      | 0         | 0     | 100 %      |
| Индия     | 3     | 0      | 2         | 1     | 0 %        |
| Индонезия | 3     | 3      | 0         | 0     | 100 %      |
| Иран      | 1     | 0      | 1         | 0     | 0 %        |
| Казахстан | 1     | 0      | 1         | 0     | 0 %        |
| Китай     | 1     | 0      | 1         | 0     | 0 %        |
| Малайзия  | 1     | 0      | 1         | 0     | 0 %        |
| Пакистан  | 2     | 1      | 1         | 0     | 50 %       |
| Филиппины | 4     | 0      | 4         | 0     | 0 %        |
| Всего     | 17    | 5      | 11        | 1     | 29 %       |